# الاعتقالات الجماعية في الحرب الفلسطينية الإسرائيلية 2023
منذ اندلاع الحرب الفلسطينية الإسرائيلية في 7 أكتوبر/تشرين الأول 2023، نفذت إسرائيل اعتقالات واحتجازات جماعية للفلسطينيين. وأعتقل الآلاف في الأراضي الفلسطينية المحتلة وفي إسرائيل، بناءً على أنشطة عسكرية مزعومة، أو منشورات مسيئة على وسائل التواصل الاجتماعي، أو بشكل تعسفي.
أفادت وسائل الإعلام ومنظمات حقوق الإنسان داخل وخارج إسرائيل أن آلاف العمال الغزيين في إسرائيل اعتقلوا في الأسابيع التي تلت 7 أكتوبر/تشرين الأول. وقامت إسرائيل باعتقال أو إخفاء قسري لسكان قطاع غزة، واعتقلت فلسطينيين في الضفة الغربية ومواطنين عرب في إسرائيل. وأثيرت مخاوف بشأن شرعية وسرية وظروف العديد من الاعتقالات، بسبب سوء المعاملة والتعذيب والاعتداء الجنسي.
في 3 نوفمبر/تشرين الثاني، طردت إسرائيل 3200 عامل فلسطيني من غزة كانوا محتجزين في إسرائيل في أعقاب هجمات 7 أكتوبر/تشرين الأول على قطاع غزة. وبالإضافة إلى السجناء الفلسطينيين المحتجزين قبل اندلاع الحرب، ولا يزال هناك أعداد غير معروفة من المعتقلين. وحسب ما ورد عن الأمم المتحدة، اعتقل أكثر من 4700 فلسطيني في الضفة الغربية والقدس القدس الشرقية المحتلة منذ 7 تشرين الأول/أكتوبر. ومن بين المعتقلين أو المحتجزين صحفيين وسياسيين وناشطين سياسيين وفنانين ومسعفين وأطباء وعمال مؤقتين وغيرهم من المدنيين وأيضاً من النساء والأطفال. يوجد أكثر من 9,312 فلسطينيًا محتجزين في السجون الإسرائيلية اعتبارًا من أبريل 2024، بحسب مركز هموكيد.
تداولت صور على الإنترنت تظهر فيها رجال وفتية ليس لهم انتماءات تنظيمية وهم مجردون من ملابسهم الداخلية ومقيدون ومعصوبو الأعين وعليهم جنود إسرائيليين في غزة. وبعد انتشار الصور، زعمت السلطات ووسائل الإعلام الإسرائيلية المشهد بأنه استسلام 150 من مقاتلي حماس المشتبه بهم في خان يونس. وشكك المحللون في صحة الاستسلام المزعوم، مشيرين إلى أنه ربما يكون أمر فبركته القوات الإسرائيلية. واعترف مسؤولون أمنيون في وقت لاحق بأن المشهد لم يكن استسلاماً جماعياً لمسلحي حماس. وأعربت جماعات حقوق الإنسان عن قلقها بشأن الصور والاعتقالات الجماعية.

## خلفية

### الأسرى الفلسطينيون
منذ عام 1967، اعتقلت إسرائيل مليون فلسطيني. في يوليو 2023، أفاد مكتب حقوق الإنسان التابع للأمم المتحدة أن 5000 فلسطيني (من بينهم 160 قاصرًا) محتجزون في السجون الإسرائيلية. وقد أدين بعضهم بارتكاب جرائم من قبل السلطات الإسرائيلية؛ ويصف مقرر الأمم المتحدة الخاص المعني بالأراضي الفلسطينية المحتلة العديد من الإدانات بأنها نتجت عن "سلسلة من انتهاكات للقانون الدولي، بما في ذلك انتهاكات الإجراءات القانونية الواجبة، والتي تلوث شرعية إقامة العدل من قبل السلطة المحتلة". كان 1200 فلسطيني محتجزين دون أي اتهامات أو محاكمة، في ممارسة يشار إليها باسم "الاعتقال الإداري" اعتبارًا من أغسطس 2023، وتبرر إسرائيل هذه الممارسة على أساس أمني. استند الاعتقال الإداري لما لا يقل عن 105 فلسطينيين إلى قانون إسرائيلي يُعرف باسم "قانون المقاتلين غير الشرعيين"، والذي يستثني المحتجزين من وضع أسير الحرب بموجب المادة الرابعة من اتفاقية جنيف الثالثة.

#### اندلاع الحرب في 7 أكتوبر

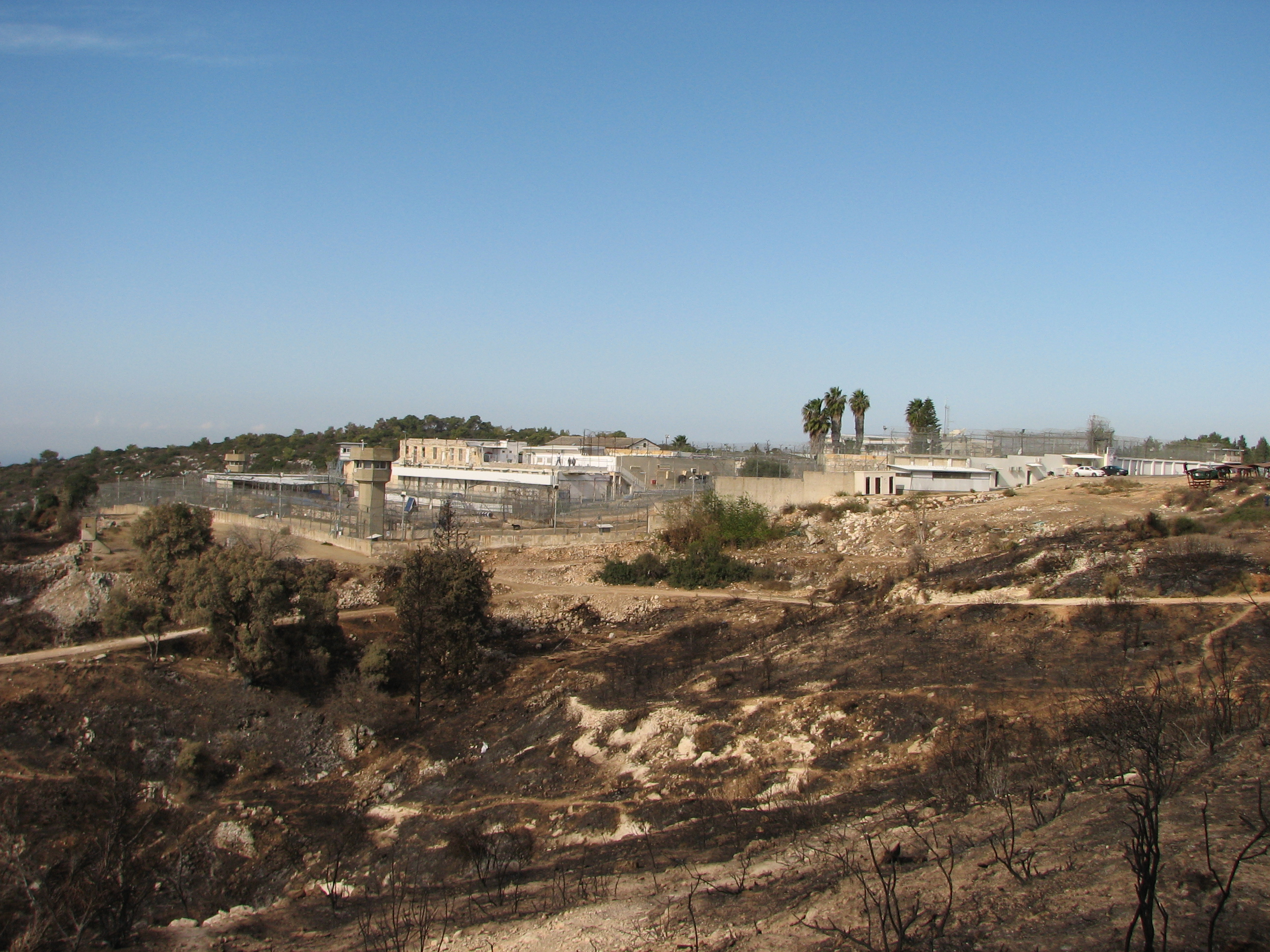
سجن الدامون حيث تعتقل عهد التميمي

انخرطت حماس، التي تحكم قطاع غزة منذ عام 2007، في صراع طويل مع إسرائيل. وكان الهجوم المفاجئ الكبير الذي شنته على جنوب إسرائيل في 7 أكتوبر 2023، بمثابة تصعيد كبير في الصراع الإسرائيلي الفلسطيني المستمر. ويقدر الجيش الإسرائيلي أن ما يقرب من 3000 مسلح من حماس دخلوا إسرائيل في عملية طوفان الأقصى، واستهدفوا خلالها القواعد العسكرية الإسرائيلية، وقتل ما يقدر بنحو 1200 شخص في إسرائيل وأسر أكثر من 200 جندي. وبحسب مصادر إسرائيلية، اعتقل أكثر من 600 مسلح شاركوا في الهجوم داخل إسرائيل.

#### إلغاء تصاريح العمل
قبل اندلاع الحرب، سُمح لحوالي 19,000 رجل من غزة فوق سن 25 عامًا بالعمل في إسرائيل، معظمهم في قطاعي الزراعة والبناء. ويهدف هذا الإجراء إلى توفير فرص اقتصادية بهدف التقليل من حدة الفقر في قطاع غزة.

في 10 أكتوبر/تشرين الأول، قام منسق الأعمال الحكومية في المناطق، وهو قسم تابع للحكومة الإسرائيلية مسؤول عن إدارة برنامج تصاريح العمل، بإلغاء جميع تصاريح العمل الصادرة سابقًا لسكان غزة. وقال المكتب الصحفي للحكومة الإسرائيلية: "لن يكون هناك المزيد من العمال الفلسطينيين من غزة. العمال من غزة الذين كانوا في إسرائيل يوم اندلاع الحرب سيعودوا إلى غزة". أدى تعليق تصاريح العمل إلى تجريد الأفراد من وضعهم القانوني، مما جعلهم "أجانب غير شرعيين" بموجب القانون الإسرائيلي.

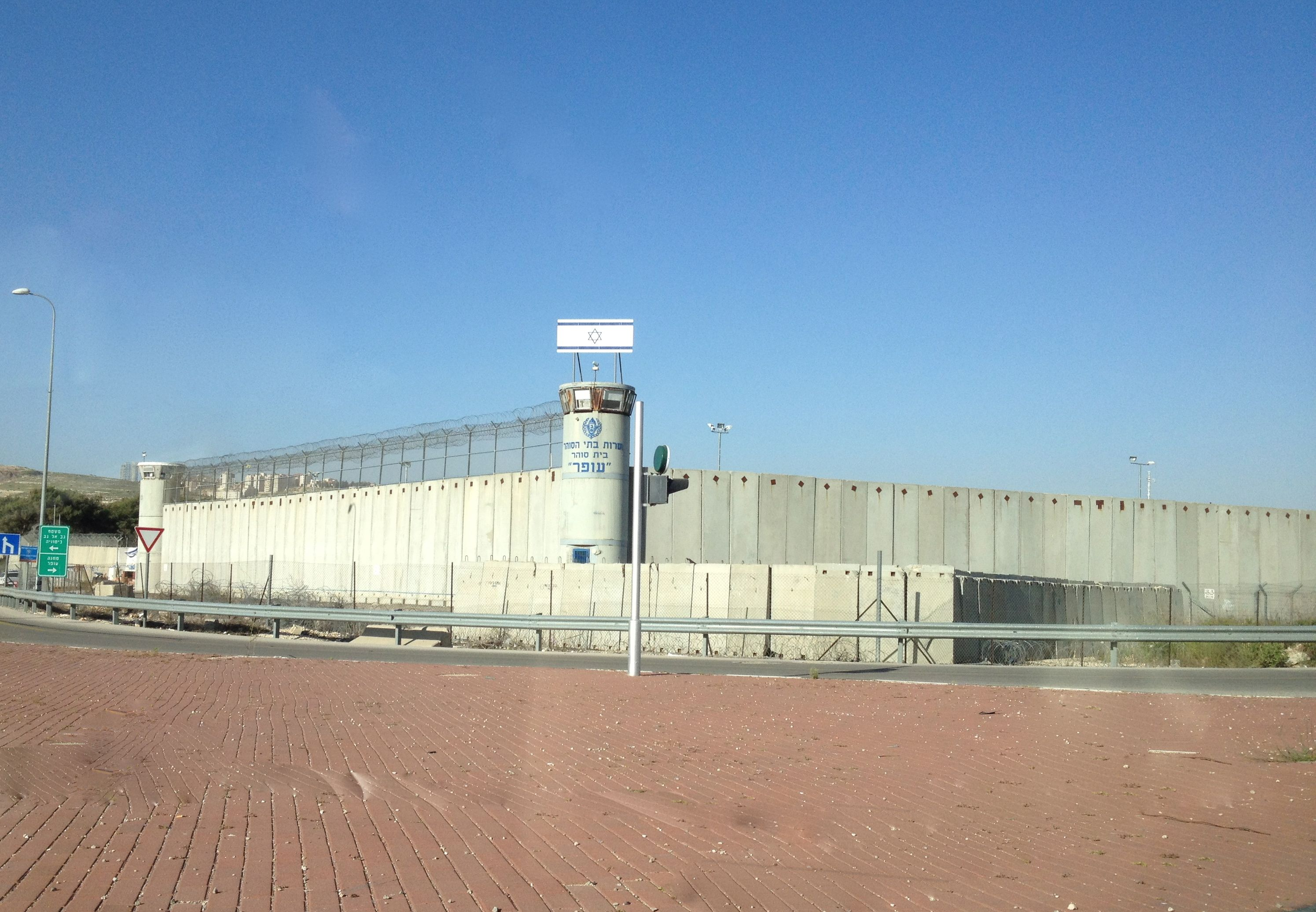
سجن عوفر، حيث ورد أن عدداً غير معروف من المعتقلين محتجزون فيه

### اعتقالات جماعية واختفاءات واحتجازات
اعتقلت إسرائيل أكثر من ثلاثة آلاف فلسطيني من الضفة الغربية منذ 7 أكتوبر/تشرين الأول، وفرضت عليهم أوامر اعتقال إداري، بحسب جماعات حقوقية محلية. وطبقاً للهيئة الفلسطينية لشؤون الأسرى والمحررين، فقد تضاعف عدد الفلسطينيين في السجون الإسرائيلية من 5200 أسير قبل 7 أكتوبر/تشرين الأول إلى أكثر من 10 آلاف أسير ومعتقل حتى 24 أكتوبر/تشرين الأول، وحتى 23 نوفمبر/تشرين الثاني، قدرت اللجنة العدد بـ 8300 شخص، من بينهم 3000 شخص محتجزين إدارياً. وفي حين ذكر الجيش الإسرائيلي في 4 ديسمبر/كانون الأول أنه اعتقل 2150 فلسطينيًا في الضفة الغربية منذ اندلاع الحرب، إلا أنه أعلن عن اعتقال 3450 فلسطينيًا في الضفة الغربية حتى 6 ديسمبر/كانون الأول. ووفقاً لمنظمة هموكيد، وهي منظمة غير حكومية إسرائيلية، فإن 2873 فلسطينياً كانوا معتقلين إدارياً حتى 6 ديسمبر/كانون الأول، وهو أعلى مستوى تاريخياً.
في 10 كانون الأول (ديسمبر)، ذكرت صحيفة واشنطن بوست، أن الجيش الإسرائيلي اعتقل الرجال والصبية ولم يجد أحداً أثراً لهم. في 16 ديسمبر/كانون الأول، ذكرت المفوضية السامية لحقوق الإنسان أنها تلقت "العديد من التقارير من شمال غزة عن الاعتقالات الجماعية وسوء المعاملة والاختفاء القسري لآلاف من الفلسطينيين"، بما في ذلك الأطفال. وبحلول 16 يناير 2024، أفادت جمعية الأسير الفلسطيني أن هناك ما مجموعه 8800 معتقل فلسطيني في السجون الإسرائيلية.
في يوليو/تموز من عام 2024، بلغ عدد السجناء في السجون الإسرائيلية 21 ألف سجين، وهو ما يتجاوز الطاقة الاستيعابية القصوى للنظام بنحو 6500 سجين.  وحذر مدير جهاز الأمن العام الإسرائيلي (شين بيت)، رونين بار، من أن هذه المنشآت أصبحت بمثابة "قنبلة موقوتة": وقال بار في رسالة إلى نتنياهو: "قد تؤدي الظروف المعيشية الجسدية والعقلية إلى أعمال عنف داخل السجون، وبعض السجناء يخططون بالفعل لأعمال عنف وانتقام". 

### عمال من غزة
في 23 أكتوبر، ذكرت صحيفة الإندبندنت أن "الفلسطينيين الحاصلين على تصريح للعمل في إسرائيل قد اعتقلوا ونقلوا إلى معسكرات الجيش" بعد اندلاع الحرب. ووفقاً للدكتور نصري أبو جيش، وزير العمل في السلطة الوطنية الفلسطينية، لا يزال مصير 4500 عامل مجهولاً، ولكن يُعتقد أنهم محتجزون لدى القوات الإسرائيلية، وقدرت منظمة العمل الدولية عدد العمال المفقودين بما يتراوح بين 4000 و5000. وقدر مجلة جاكوبين ومحمد العاروري، رئيس الشؤون القانونية في الاتحاد العام للعمال الفلسطينيين، عدد المعتقلين بـ 4000 شخص.
وأكد منسق أعمال الحكومة في المناطق اعتقال عدد غير محدد من سكان غزة، لكنه امتنع عن التعليق على أسباب الاعتقالات أو ظروف الاحتجاز. وأكدت منظمة العفو الدولية أن آلاف العمال الغزيين احتُجزوا قسرياً لمدة ثلاثة أسابيع على الأقل في مركزي اعتقال عسكريين في إسرائيل. وعندما أطلق سراح عدة آلاف، ذكرت منظمة العفو الدولية أنه "لا توجد شفافية من جانب السلطات الإسرائيلية" فيما يتعلق بعدد سكان غزة الذين ما زالوا رهن الاعتقال. بحلول مايو 2024، ابلغ عن 1000 عامل ما زالوا في عداد المفقودين.

### سكان غزة
ذكرت مجلة تايم في 20 نوفمبر/تشرين الثاني 2023 أن العدد الإجمالي للمعتقلين من سكان غزة في الأسابيع الأخيرة لا يزال غير واضح. وأفادت صحيفة هآرتس في 3 كانون الثاني (يناير) 2024 أن 661 فلسطينيًا من غزة محتجزون في السجون الإسرائيلية، وهو ما يمثل زيادة بنسبة 150٪ عن الشهر السابق؛ ولا يشمل هذا العدد سكان غزة المحتجزين في المنشآت العسكرية.
في 19 نوفمبر، اعتقلت القوات الإسرائيلية 200 رجل فلسطيني من غزة أثناء محاولتهم الإخلاء مع عائلاتهم باتجاه الجنوب داخل القطاع. وجاءت الاعتقالات على خلفية اعتقال مصعب أبو توهة. واحتجز الجيش الإسرائيلي رجلين عند نقطة تفتيش أثناء محاولتهما مغادرة شمال غزة إلى الجنوب.
وبحسب رئيس اتحاد الأسير الفلسطيني، فقد اعتقلت 153 امرأة غزية منذ اندلاع الحرب، من بينهن نساء حوامل أو مع أطفالهن. وذكرت وزارة شؤون الأسرى والمحررين أن نساء من غزة تعرضن للتعذيب وسوء المعاملة. وفي 25 ديسمبر/كانون الأول، ظهرت لقطات تظهر مئات الرجال والصبية المحتجزين وهم مجردين من ملابسهم الداخلية ومحتجزين في الملعب.
في 1 فبراير 2024، ذكرت صحيفة هآرتس أن إسرائيل احتجزت جدة تبلغ من العمر 82 عامًا مصابة بمرض الزهايمر لمدة شهرين باعتبارها "مقاتلة غير شرعية" ولم تطلق سراحها إلا بعد الاستئناف. في 6 فبراير،اعتقل العشرات في مدينة غزة، وكان من بينهم عدة أطفال. في 9 فبراير، طالب مجلس العلاقات الأمريكية الإسلامية بالإفراج عن شقيقين مواطنين أمريكيين محتجزين في غزة، مما دفع المتحدث باسم مجلس الأمن القومي جون كيربي إلى التصريح بأن الولايات المتحدة ستتحدث مع إسرائيل.

### العاملين في مجال الرعاية الصحية
في 15 نوفمبر 2023، ظهرت تقارير تزعم قيام القوات الإسرائيلية باعتقالات في مستشفى الشفاء في غزة. وقال الأطباء الذين تحدثوا إلى قناة الجزيرة العربية، وهي إحدى المنافذ الدولية القليلة القادرة على الوصول إلى مصادر داخل المستشفى،  إن المعتقلين كانوا معصوبي الأعين وجُردوا من ملابسهم. واستشهد موقع موندويس بتقارير الجزيرة التي تفيد بأن "القوات الإسرائيلية اعتقلت العشرات من النازحين وأقارب المرضى والجرحى"، وأن المعتقلين تم نقلهم إلى أماكن غير معلنة.  وذكرت صحيفة "تشاينا ديلي" ، وهي وسيلة إعلامية صينية مملوكة للدولة، تصريحات مماثلة أدلى بها مدير المستشفى محمد أبو سلمية، الذي أشار إلى "عشرات" الاعتقالات في المستشفى.  في 23 نوفمبر، اعتقلت القوات الإسرائيلية أبو سلمية نفسه، إلى جانب مسعفين آخرين. اعتبارًا من 4 ديسمبر 2023، ظل مصير أبو سلمية مجهولًا؛ حيث رفضت السلطات الإسرائيلية الإجابة على أسئلة صحيفة جيروزالم بوست، لكنها "ألحت" إلى أنه لا يزال رهن الاحتجاز لدى جهاز الأمن العام (الشاباك) . لم يتم توجيه أي تهمة إليه.
في 30 نوفمبر 2023، أعلنت جمعية الهلال الأحمر الفلسطيني أن مكان تواجد رئيس مركز الطوارئ الطبي في خان يونس ظل مجهولاً لمدة تسعة أيام، بعد اعتقاله من قبل السلطات الإسرائيلية. وفي 3 ديسمبر/كانون الأول، أعلنت وزارة الصحة في غزة أن إسرائيل اعتقلت 34 طبيباً في غزة. في 12 ديسمبر 2023، أفادت منظمة الصحة العالمية عن الاعتقالات الجماعية للطاقم الطبي. تم اعتقال الدكتور عدنان البرش رئيس قسم جراحة العظام في مستشفى الشفاء مع ممرضتين. في 13 ديسمبر/كانون الأول، أعلنت منظمة المساعدات الطبية للفلسطينيين البريطانية أن 70 طبيباً في مستشفى كمال عدوان اعتقلتهم قوات الاحتلال الإسرائيلية. في 19 ديسمبر/كانون الأول، أعلنت وزارة الصحة في غزة أن إسرائيل تحتجز 93 عاملاً في مجال الرعاية الصحية "في ظروف غير إنسانية، وتحت الاستجواب والتعذيب والجوع والبرد القارس". في 28 يناير/كانون الثاني 2024، تم اعتقال رئيس قسم جراحة العظام في مستشفى ناصر.
ذكر أحد المسعفين الذين تم اعتقالهم في جباليا أنه وزملاءه تعرضوا للضرب في مناطق حساسة من أجسامهم، وفي رؤوسهم وظهورهم، كما تم رميهم بالحجارة. ووصفت مجموعة من عشرة من العاملين في مجال الرعاية الصحية تعرضهم للتعذيب أثناء الاحتجاز. ووصف طبيب تم اعتقاله أثناء عمله في مستشفى الأهلي العربي في ديسمبر/كانون الأول 2023 كيف تم تقييده بالأغلال وتعصيب عينيه. في 5 فبراير 2024، تم اعتقال المدير العام والمدير الإداري لمستشفى الأمل. في 6 فبراير/شباط، تم اعتقال اثنين من المتطوعين الطبيين أثناء إخلائهم من مستشفى الأمل. تم اعتقال عدد من العاملين في المجال الطبي في مستشفى الأمل في 9 فبراير. وفي 10 فبراير/شباط، تم اعتقال ثمانية آخرين من مستشفى الأمل. وفي 19 فبراير/شباط، أعلن الهلال الأحمر أن اثني عشر من أفراد طاقمه الطبي ما زالوا محتجزين بعد أسبوعين من الغارة الإسرائيلية على مستشفى الأمل. ونقلاً عن وزارة الصحة، أفاد مكتب الأمم المتحدة لتنسيق الشئون الإنسانية في 20 فبراير أن 70 فرداً من أفراد الطاقم الطبي تم اعتقالهم في أعقاب حصار مستشفى ناصر.
في 3 مارس 2024، أعلن الهلال الأحمر الفلسطيني عن اعتقال 14 من موظفيه، دون معرفة وضعهم أو مكان وجودهم. تم إطلاق سراح أحد الموظفين في 17 مارس بعد أن أمضى 36 يومًا في الاحتجاز. تم إطلاق سراح سبعة موظفين آخرين في 28 مارس بعد احتجازهم لمدة 47 يومًا. في سبتمبر/أيلول 2024، ذكر أحد المسعفين في جمعية الإغاثة الطبية الفلسطينية أنه أثناء اعتقاله، تم تجريده من ملابسه وتقييده بسلك بلاستيكي وتعصيب عينيه، وأن الجنود الإسرائيليين وضعوا بندقية هجومية على رأسه، وسكبوا عليه البنزين، وهددوه بإشعال النار فيه.
في 3 مايو 2024، أُعلن أن الدكتور عدنان البرش قد توفي في 19 أبريل 2024 أثناء وجوده في الأسر الإسرائيلي. ولم يتم تقديم المزيد من التفاصيل حول سبب وفاته حتى الآن، لكن العشرات من زملائه المعتقلين شهدوا على التعذيب المنهجي للطبيب، ويقولون إنه أدى إلى وفاته.  في أكتوبر/تشرين الأول 2024، أفاد موظفو مستشفى كمال عدوان أن أكثر من 30 فردًا من الطاقم الطبي اعتقلهم الجيش الإسرائيلي أثناء مداهمة، بما في ذلك رئيس قسم التمريض في المستشفى، وهو موظف في منظمة ميدجلوبال الطبية الأمريكية.

### الاعتقال الجماعي في 7 ديسمبر
في السابع من ديسمبر/كانون الأول، أظهرت مقاطع فيديو وصور انتشرت على نطاق واسع عشرات الرجال والفتيان الفلسطينيين في شمال غزة معصوبي الأعين، وعراة جزئياً، راكعين على الأرض، تحت حراسة جنود إسرائيليين. بعد فترة وجيزة من ظهور الصور على وسائل التواصل الاجتماعي،  وصفت السلطات الإسرائيلية ووسائل الإعلام الإسرائيلية (في البداية دون ذكر أي مصدر)  الاعتقال الجماعي بأنه استسلام 150 من مسلحي حماس من قبل قوات الاحتلال الإسرائيلية وجهاز الأمن الداخلي (الشاباك). مع ذلك، خلص تحليل الفيديو الذي أجرته وحدة التحقق في قناة الجزيرة إلى أن "الاستسلام" المزعوم كان تمثيلية، مشيرة إلى وجود تناقضات بين " اللقطات " المختلفة للقطات.  واقترح موقع BBC Verify أيضًا أن المشهد "تم تنفيذه أمام الكاميرا، وليس كعمل من أعمال الاستسلام الحقيقي". وأشارت إلى أن المعتقلين جُردوا من ملابسهم بالفعل، واحتجزوا تحت تهديد السلاح، وأُعطيت لهم تعليمات من جنود خارج الكاميرات، وأنه لم يكن من الواضح ما إذا كانوا يسلمون الأسلحة أم أنهم كانوا يحركونها فقط بناءً على تعليمات جيش الدفاع الإسرائيلي.  وأشارت هيئة الإذاعة البريطانية (بي بي سي) إلى أنه من غير الواضح ما إذا كان الأفراد الذين تم تصويرهم لديهم أي تورط مع حماس أو في هجوم السابع من أكتوبر.  وأخيرا، أبدت هيئة الإذاعة البريطانية (بي بي سي) رأيها بأن بنيامين نتنياهو حريص على تصوير الجيش الإسرائيلي وكأنه يهزم حماس.  ولم يستجب جيش الاحتلال الإسرائيلي بشكل مباشر لأسئلة هيئة الإذاعة البريطانية (بي بي سي ) بشأن الظروف المحيطة بهذه اللقطات. نفت حماس مزاعم استسلام العشرات من أعضائها، ووصفت هذه التقارير بأنها "كاذبة ولا أساس لها من الصحة". وذكرت صحيفة هآرتس أن ما يقرب من 10-15% من الرجال ينتمون إلى جماعات مسلحة، وفقاً لمسؤولين أمنيين، الذين صرحوا بأن هذا "ليس استسلاماً جماعياً لوحدات كاملة من حماس". 
العديد من المعتقلين هم من المدنيين الذين لا يُعرف عنهم أي انتماء لأي جماعة مسلحة، بما في ذلك صحفي. وفي بيان صدر في السابع من ديسمبر/كانون الأول، أشار مرصد حقوق الإنسان الأورومتوسطي (منظمة غير حكومية مقرها جنيف) إلى "تقارير تفيد بأن القوات الإسرائيلية شنت حملات اعتقال عشوائية وتعسفية ضد النازحين، بما في ذلك الأطباء والأكاديميون والصحفيون وكبار السن" الذين لجأوا إلى مدارس الأونروا .  وصرح المتحدث باسم جيش الدفاع الإسرائيلي، الأدميرال دانيال هاجاري : "نحن نعتقل الجميع" للاستجواب. وذكرت قناة الجزيرة في الثامن من ديسمبر/كانون الأول أن بعض الرجال المعتقلين تم إطلاق سراحهم. ومع ذلك، ذكرت صحيفة نيويورك تايمز أنه وفقًا لأفراد الأسرة وجماعات حقوق الإنسان المحلية، فإن بعض الرجال لم يُشاهدوا منذ اعتقالهم. 
وبحسب أقارب المعتقلين، كان اثنان من المعتقلين يبلغان من العمر 13 و72 عامًا على التوالي، وبالتالي لم يكونا في سن القتال.
وصف مستشار قانوني سابق لوزارة الخارجية الأميركية معاملة المعتقلين بأنها تتعارض على ما يبدو مع القانون الدولي، وأشار إلى افتراض إسرائيل بأن الرجال في سن الخدمة العسكرية هم مقاتلون باعتباره "مثيراً للقلق". أعربت اللجنة الدولية للصليب الأحمر عن قلقها إزاء هذه الصور، مؤكدة على "أهمية معاملة جميع المعتقلين بإنسانية وكرامة" بموجب القانون الدولي.  قال محمد شحادة، مسؤول الاتصالات في المرصد الأورومتوسطي لحقوق الإنسان، للجزيرة إن الصور ومقاطع الفيديو لا يمكن أن يكون قد التقطها إلا جنود إسرائيليون أو وسائل إعلامية مرافقة لهم، حيث لم يبق أي مصورين فلسطينيين في المنطقة.  وصف متحدث باسم وزارة الخارجية الأمريكية الصور بأنها "مزعجة".
أفاد الرجال والفتيان الذين أطلق سراحهم في التاسع من ديسمبر/كانون الأول أن قوات الاحتلال الإسرائيلية ضربتهم، ولم تقدم لهم سوى الحد الأدنى من الماء، ومنعتهم من استخدام المرحاض، وأجبرتهم على النوم على الأرز النيء. وذكر أحد الصبية البالغ من العمر أربعة عشر عامًا أنه تم تجريده من ملابسه وضربه، وأن جنديات إسرائيليات بصقن عليه وعلى المعتقلين الآخرين.
تم الإفراج عن مراسل صحيفة العربي الجديد ضياء الكحلوت، الذي اعتقل خلال حملة الاعتقالات الجماعية في 7 ديسمبر/كانون الأول، في 9 يناير/كانون الثاني. وقال الكحلوت "كنا نجلس في وضع التعذيب".

### الاعتقال الجماعي في 10 ديسمبر
ذكرت وكالة " يديعوت أحرونوت" الإسرائيلية أن عملية اعتقال جماعية جرت في العاشر من ديسمبر/كانون الأول، وصفتها باستسلام العشرات من المشتبه بهم من عناصر حركة حماس للقوات الإسرائيلية في جباليا. بعد إلقاء القبض عليهم، تم تجريد الرجال من ملابسهم، وتعصيب أعينهم، وتقييد أيديهم، واحتجازهم.

### اعتقالات جماعية في 6 مارس
في 6 مارس/آذار، أعلنت القوات الإسرائيلية العاملة في خان يونس أنها نفذت مداهمات واسعة النطاق في برج سكني واعتقلت نحو 250 شخصاً. وذكرت إسرائيل أن هؤلاء الأفراد كانوا "عملاء" وأنهم استولوا أيضًا على أسلحة أثناء الغارة.

### حصار جباليا
أثناء حصار جباليا ، قامت إسرائيل باعتقالات جماعية للرجال الفلسطينيين.

### الفلسطينيون في الضفة الغربية والقدس الشرقية
أعربت اللجنة الدولية للصليب الأحمر عن "قلقها البالغ" إزاء "الزيادة الحادة في عدد الاعتقالات" في الضفة الغربية المحتلة منذ السابع من أكتوبر/تشرين الأول، كما انتقدت منظمة العفو الدولية "الارتفاع الحاد في الاعتقالات التعسفية" للفلسطينيين منذ السابع من أكتوبر/تشرين الأول. على نحو مماثل، ذكرت صحيفة وول ستريت جورنال أن معدل الاعتقالات في الضفة الغربية المحتلة "تضاعف أكثر من الضعف" منذ ذلك التاريخ.
في 17 أكتوبر/تشرين الأول، أفادت قناة الجزيرة أن ما يقرب من 700 شخص اعتقلوا في الضفة الغربية والقدس الشرقية المحتلة منذ اندلاع الحرب. بحلول 28 أكتوبر/تشرين الأول، ارتفع هذا العدد إلى 1550، وفقاً لتقديرات جمعية الأسير الفلسطيني. وذكرت صحيفة جلوب آند ميل أن إسرائيل أبلغت السلطة الفلسطينية بوجود 1700 سجين، لكنها لم تبلغها بمكان وجودهم، وذلك اعتبارًا من 31 أكتوبر/تشرين الأول.  في السادس من نوفمبر/تشرين الثاني، أفادت قناة الجزيرة أن 1740 شخصاً قد تم اعتقالهم في مداهمات ليلية منذ اندلاع الحرب؛ وذكرت هيئة الإذاعة البريطانية أن العدد الإجمالي للمعتقلين بلغ 2150 شخصاً، وفقاً لجمعية الأسير الفلسطيني. وقد قدرت وكالة أسوشيتد برس عدد المعتقلين بـ 2280 في 8 نوفمبر، نقلاً عن جمعية السجناء الفلسطينيين؛ وفي 10 نوفمبر، ذكرت صحيفة ذا نيشن أن العدد "كان 2200 على الأقل".
بحلول الثامن من نوفمبر/تشرين الثاني، ارتفع عدد الفلسطينيين المحتجزين دون تهمة أو محاكمة من 1319 إلى 2070 منذ السابع من أكتوبر/تشرين الأول، وفقاً لمنظمة هموكيد.  في 15 نوفمبر/تشرين الثاني، أفاد موقع موندويس أن الاعتقالات في الضفة الغربية استمرت، حيث تم اعتقال 54 فلسطينياً في الليلة السابقة في مداهمات ليلية.  في 28 نوفمبر/تشرين الثاني، أبلغت قوات الدفاع الإسرائيلية صحيفة تايمز أوف إسرائيل أن ما يقرب من 2000 فلسطيني من الضفة الغربية قد تم اعتقالهم، في حين أفادت مجموعات المراقبة الفلسطينية باعتقال 3290 شخصاً. وفي 3 ديسمبر/كانون الأول، أفاد نادي الأسير الفلسطيني باعتقال 3480 شخصاً، في حين أفاد جيش الاحتلال الإسرائيلي باعتقال 2150 شخصاً حتى 4 ديسمبر/كانون الأول و3450 شخصاً حتى 6 ديسمبر/كانون الأول. 
ذكرت الجزيرة أنه اعتبارًا من 10 يناير/كانون الثاني 2024، تم اعتقال ما يقرب من 6000 فلسطيني في الضفة الغربية منذ 7 أكتوبر/تشرين الأول 2023. وتشير التقديرات إلى أن 3000 شخص كانوا محتجزين تحت الاعتقال الإداري.
وصف المعتقلون في دير أبو مشعل تجربة اعتقالهم من قبل قوات الاحتلال الإسرائيلي، حيث ذكروا أن الجنود كانوا يذهبون من باب إلى باب لاعتقال الأشخاص، ويعصبون أعينهم، ويقيدون أيديهم، ويأخذونهم إلى مبنى مفتوح للاستجواب. وأفاد أفراد عائلات المعتقلين أن الجيش الإسرائيلي يعتقل الأشخاص ويستجوبهم بشكل غير عادل.
اعتقلت قوات الاحتلال الإسرائيلي مخرجَين وموظفًا من مسرح الحرية ، وصرح أحدهم: "عاملونا كالحيوانات. يحاولون إيذاءنا بكل ما أوتوا من قوة". وظلّ المخرج مصطفى شتا رهن الاحتجاز، ويُعتقد أنه محتجز في سجن مجدو العسكري شمال إسرائيل. رد مسرح رويال كورت على التقارير بالمطالبة بالإفراج عن الرجال. في 22 فبراير 2024، صرح متحدث باسم جامعة بيرزيت أن القوات الإسرائيلية اعتقلت رئيس مجلس طلبة الجامعة، مع اعتقال أكثر من ستين طالبًا منذ 7 أكتوبر. في مارس/آذار 2024، أظهرت لقطات تم التحقق منها جنودًا إسرائيليين يعتقلون مجموعة من الفلسطينيين، ويربطونهم بالحبال، ويجرونهم. في يوليو 2024، أدانت منظمة القلم الدولية اعتقال رئيسة منظمة القلم فلسطين حنان عواد في القدس الشرقية.
في أغسطس/آب 2024، أفادت عائلات فلسطينية في الضفة الغربية باختفاء مئات الأشخاص، مع تقديم الجيش الإسرائيلي تقارير متضاربة حول حالتهم ومكان وجودهم.

### عرب ال 48
ذكرت شبكة CNN أن عشرات من السكان والمواطنين الفلسطينيين اعتقلوا بسبب "تعبيرهم عن التضامن" مع السكان المدنيين في غزة، أو مشاركة آيات القرآن الكريم، أو التعبير عن "أي دعم للشعب الفلسطيني". ووصفت صحيفة هآرتس الاستهداف الواسع النطاق للعرب الإسرائيليين من قبل قوات الأمن الإسرائيلية. انتقدت جماعات حقوق الإنسان ما وصفته بالقمع الإسرائيلي للمعارضة الداخلية. أعلنت الشرطة الإسرائيلية أنها اعتقلت منذ بداية الحرب، وحتى 25 أكتوبر/تشرين الأول، 110 أشخاص بزعم الترويج للعنف والإرهاب، وخاصة عبر مواقع التواصل الاجتماعي. ومن بين هؤلاء، أفادت شبكة CNN أن "17 شخصًا فقط صدرت بحقهم لوائح اتهام. وأُفرج عن معظمهم دون توجيه أي اتهامات أخرى، عادةً بعد بضعة أيام". علقت عبير بكر، محامية حقوق الإنسان التي تمثل بعض المعتقلين، بأن قلة عدد التهم تشير إلى أن العديد من الاعتقالات كانت بسبب تصريحات قانونية.  واستشهدت الجزيرة بـ"تحالف طوارئ" من المحامين الإسرائيليين، ووضعت عدد المعتقلين عند 172 في السابع من نوفمبر/تشرين الثاني. وفي إشارة إلى "المئات" من الاستجوابات، ذكرت صحيفة الباييس في الحادي عشر من نوفمبر/تشرين الثاني أن إسرائيل تتعامل بشكل متزايد مع الأقلية العربية باعتبارها " طابوراً خامساً محتملاً". وبحلول 30 نوفمبر/تشرين الثاني، تم اعتقال 270 عربيًا إسرائيليًا، وفقًا لمنظمة عدالة (منظمة غير حكومية إسرائيلية).

## وضع المعتقلين
ذكرت صحيفة الغارديان والجزيرة في 3 نوفمبر/تشرين الثاني أن 3200 عامل من غزة تم ترحيلهم إلى غزة. ويظل مصير سكان غزة الآخرين العاملين في إسرائيل غير معروف، حيث رفضت السلطات الإسرائيلية الرد على الأسئلة التي طرحتها المنظمات غير الحكومية. تشير تقارير صحيفة الباييس إلى أن 1000 عامل من غزة تم اعتقالهم ظلوا في عداد المفقودين حتى 27 نوفمبر/تشرين الثاني. وحذرت العديد من منظمات حقوق الإنسان من أن حقوق السجناء وظروف احتجازهم تدهورت بشكل كبير في السجون الإسرائيلية في أعقاب الهجوم الذي شنته حماس في السابع من أكتوبر/تشرين الأول. وقد أدى التشريع السريع إلى وضع المعتقلين الفلسطينيين تحت "حالة الطوارئ"، الأمر الذي أدى إلى مزيد من تقييد حقوقهم.
بذلت منظمات حقوق الإنسان في إسرائيل جهوداً لضمان إطلاق سراح المعتقلين الفلسطينيين. في الثاني والعشرين من أكتوبر/تشرين الأول، تقدمت ست منظمات (هموكيد، وجيشا، واللجنة العامة لمناهضة التعذيب في إسرائيل، وأطباء من أجل حقوق الإنسان ـ إسرائيل، وعدالة، وجمعية حقوق المواطن في إسرائيل ‏ ) بالتماس إلى المحكمة العليا لإصدار أمر قضائي بمنع تقديم طلب المثول أمام القضاء. وطالبت العريضة المحكمة العليا بالأمر بالكشف عن أسماء جميع سكان غزة وأماكن تواجدهم في مراكز الاحتجاز الإسرائيلية، والإفراج عن أي شخص تم اعتقاله بشكل غير قانوني. وطالبت المجموعات الست بالسماح للمفرج عنهم بالبقاء في الضفة الغربية حتى يتمكنوا من العودة إلى غزة. 
إلى جانب الالتماس المقدم إلى المحكمة العليا، أفادت منظمة أطباء من أجل حقوق الإنسان في إسرائيل في 26 أكتوبر/تشرين الأول أنها اتصلت "بعدة هيئات دولية"، بما في ذلك اللجنة الدولية للصليب الأحمر، وحثتها على "الضغط على مصلحة السجون الإسرائيلية وغيرها من أجهزة الأمن الإسرائيلية للالتزام بالقانون" فيما يتعلق بحقوق المعتقلين.
في 3 نوفمبر/تشرين الثاني، أعلن مكتب الأمم المتحدة لحقوق الإنسان أن فلسطينيين اثنين تم اعتقالهما منذ 7 أكتوبر/تشرين الأول توفيا أثناء احتجازهما في السجون الإسرائيلية. وبحسب السلطات الإسرائيلية، توفي أربعة فلسطينيين أثناء احتجازهم حتى الثامن من نوفمبر/تشرين الثاني. بحلول 21 نوفمبر/تشرين الثاني، وصل إجمالي عدد الوفيات أثناء الاحتجاز إلى ستة. وبحسب مكتب الأمم المتحدة لحقوق الإنسان، فإن هذا المعدل من الوفيات في الحجز الإسرائيلي لم نشهده "منذ عقود من الزمن". 
بعد التوصل إلى وقف إطلاق النار في حرب غزة عام 2023 في 22 نوفمبر/تشرين الثاني، أعدت إسرائيل قائمة تضم 300 سجين فلسطيني يمكن إطلاق سراحهم من الحجز؛ وتفيد الجزيرة أن هذه القائمة تشمل فقط الأفراد الذين تم اعتقالهم قبل 7 أكتوبر/تشرين الأول.   ومع ذلك، أفادت صحيفة تايمز أوف إسرائيل أن 50 سجيناً فلسطينياً أضيفوا إلى القائمة في 27 نوفمبر/تشرين الثاني، بما في ذلك 25 عربياً إسرائيلياً، "جميعهم تقريباً" اعتقلوا منذ 7 أكتوبر/تشرين الأول. وبينما تم إطلاق سراح 240 فلسطينيًا خلال الهدنة التي استمرت سبعة أيام، اعتقلت إسرائيل 260 آخرين خلال نفس الفترة الزمنية، وفقًا لجمعية الأسير الفلسطيني. 
شملت الاعتقالات الإسرائيلية فلسطينيين أميركيين، مثل صبي يبلغ من العمر ثلاثة عشر عامًا محتجز في سجن عوفر، والذي ورد أنه تعرض لضغوط من قبل الجيش الإسرائيلي للاعتراف بإلقاء الحجارة. يمكن احتجاز السجناء الفلسطينيين المعتقلين إداريًا لمدة أشهر أو حتى سنوات دون مواجهة أي اتهامات على الإطلاق.

### التعذيب وسوء المعاملة
في الثامن من نوفمبر/تشرين الثاني، أصدرت منظمة العفو الدولية تقريراً عن حالات تعذيب ومعاملة مهينة من جانب السلطات الإسرائيلية، والتي وصفتها بأنها "مرعبة" و"مرعبة" و"استعراض علني مرعب للتعذيب وإذلال المعتقلين الفلسطينيين". فيما يتعلق بالارتفاع الأخير في حالات الاعتقال، أشارت الأمينة العامة لمنظمة العفو الدولية، أغنيس كالامار، إلى أن "الاعتقال التعسفي والتعذيب وغيره من ضروب سوء المعاملة هي جرائم حرب عندما تُرتكب ضد أشخاص محميين في أراضٍ محتلة".
في 3 ديسمبر/كانون الأول، دعا مكتب الأمم المتحدة لحقوق الإنسان في الأراضي الفلسطينية المحتلة إلى إجراء تحقيق في مزاعم التعذيب.  في بيان، قال المكتب: "إن الارتفاع الهائل في عدد الفلسطينيين المعتقلين والمحتجزين، وعدد التقارير عن سوء المعاملة والإذلال الذي يعاني منه المحتجزون، والفشل المبلغ عنه في الالتزام بالإجراءات القانونية الواجبة الأساسية، يثير تساؤلات خطيرة حول امتثال إسرائيل للقانون الإنساني الدولي والقانون الدولي لحقوق الإنسان ". في 19 يناير، ذكر مكتب حقوق الإنسان أنه أجرى مقابلات مع محتجزين "وصفوا تعرضهم للضرب والإذلال وسوء المعاملة وما قد يرقى إلى التعذيب ... بما يتفق مع التقارير التي جمعها مكتبنا عن احتجاز الفلسطينيين على نطاق واسع". في مارس 2024، أفاد تقرير لوكالة الأمم المتحدة لإغاثة وتشغيل اللاجئين الفلسطينيين (الأونروا) عن حالات "لا حصر لها" من التعذيب موثقة في السجون الإسرائيلية، بما في ذلك الضرب والاعتداء الجنسي.
ذكرت اللجنة العامة لمناهضة التعذيب في إسرائيل أن هناك "أدلة كثيرة على حالات عنف ومعاملة قاسية ومهينة من قبل حراس السجون"، ودعت إلى إجراء تحقيق في وفاة المعتقلين في الحجز الإسرائيلي. وذكرت اللجنة العامة لمناهضة التعذيب في إيطاليا أنها وثقت تسع حالات واضحة من التعذيب، بما في ذلك العنف الجنسي. في 3 يناير/كانون الثاني 2024، أفادت منظمة هيومن رايتس ووتش أن العمال الفلسطينيين من غزة المحتجزين في إسرائيل منذ 7 أكتوبر/تشرين الأول تم تصويرهم عراة، وهاجمتهم الكلاب، وسحلهم على وجوههم في الحصى. وفي تقرير حول التعذيب في السجون الإسرائيلية، ذكر مرصد الأورومتوسطي أن السجناء يعاملون كالحيوانات. وجدت صحيفة وول ستريت جورنال أن المعتقلين تعرضوا لانتهاكات نفسية وجسدية، بما في ذلك الضرب أثناء الاستجواب. وأفاد الأطباء بتعرضهم للإذلال والضرب والإجبار على الركوع لساعات. وذكرت منظمة عدالة : "إننا نشهد استخدامًا واسع النطاق ومنهجيًا للعديد من الأدوات من أجل ممارسة التعذيب وسوء المعاملة على الفلسطينيين".
تضمن تقريرٌ لمنظمة الدفاع عن الأطفال الدولية شهادة طفلٍ مسجون، قال فيه: "تعرض حوالي 18 طفلاً للضرب المبرح، وكانوا يصرخون من الألم. رأيت كلاباً بوليسية تهاجمهم، وكانوا ينزفون من أفواههم ورؤوسهم." وأفاد مكتب الأمم المتحدة لحقوق الإنسان بإطلاق سراح بعض المعتقلين وهم يرتدون حفاضات فقط. وأفادت مؤسسة الضمير أن السجناء ظلوا معصوبي الأعين ومقيدي الأيدي أثناء احتجازهم، وكان الناس يتعرضون للقتل في المعسكرات العسكرية. في مارس 2024، ذكرت الأمم المتحدة أن إسرائيل احتجزت وعذبت موظفيها في غزة لانتزاع اعترافات قسرية.

##### موظفي الأمم المتحدة
وفقًا لتقرير الأونروا الصادر في فبراير 2024، احتجز مسؤولون إسرائيليون وعذبوا موظفي الأمم المتحدة، وأجبروهم على التصريح زوراً بأن موظفي الوكالة شاركوا في هجوم 7 أكتوبر. وجاءت ادعاءات التعذيب من جانب الموظفين الذين صرحوا بأنهم أُجبروا على الإدلاء باعترافات تحت وطأة التعذيب وسوء المعاملة، بما في ذلك "الضرب والحرمان من النوم والاعتداء الجنسي والتهديد بالعنف الجنسي ضد الرجال والنساء" في الاحتجاز الإسرائيلي. وأفاد المعتقلون بأنهم جُردوا من ملابسهم باستثناء الملابس الداخلية وأُجبروا على التعري تمامًا. ووجد التقرير أن موظفي الأمم المتحدة "تعرضوا لضغوط للإدلاء بتصريحات كاذبة ضد الوكالة، بما في ذلك أن الوكالة مرتبطة بحماس وأن موظفي الأونروا شاركوا في الفظائع التي وقعت في 7 أكتوبر/تشرين الأول 2023" من خلال الضرب والتعذيب بالماء والتهديدات الموجهة لأسرهم.
في بيان له، صرح مدير الاتصالات في الأونروا، "عندما تنتهي الحرب، ستكون هناك حاجة إلى سلسلة من التحقيقات للنظر في جميع انتهاكات حقوق الإنسان". صرحت قوات الاحتلال الإسرائيلية بأنها تحقق في "شكاوى تتعلق بسلوك غير لائق".
ردًا على التقرير، أدانت المنظمة العالمية لمناهضة التعذيب إسرائيل، قائلة: "إن التعذيب واستخدام أي معلومات من هذا القبيل ينتهك اتفاقية الأمم المتحدة لمناهضة التعذيب".

##### انتهاكات الإجراءات القانونية الواجبة
حذر مكتب الأمم المتحدة لحقوق الإنسان من أن المعتقلين "لا يحصلون على الإجراءات القانونية الواجبة والضمانات القضائية، كما يقتضي القانون الدولي".  وعلقت المتحدثة باسم المفوضية السامية لحقوق الإنسان ليز ثروسيل قائلة: "لقد تلقينا تقارير موثوقة ومتسقة تشير إلى زيادة أخرى في سوء معاملة المعتقلين، وهو ما قد يصل في كثير من الحالات إلى حد التعذيب ".  وفي 29 أكتوبر/تشرين الأول أيضاً، ورد أن جمعية حقوق المواطن في إسرائيل اتصلت بالنائب العام الإسرائيلي ومفوض الشرطة، مطالبة بإنهاء ممارسة نشر صور "مهينة" للمعتقلين العرب المشتبه في "تعبيرهم عن دعمهم للإرهاب". وانتقد النداء انتهاكات حقوق المعتقلين في "الكرامة والخصوصية والإجراءات القانونية الواجبة"، مشيرا إلى أن هذه الممارسة "مصممة بالكامل لإهانة المعتقلين وإذلالهم".
في 16 يناير 2024، جددت الحكومة الإسرائيلية أمر الطوارئ الذي يمنع الفلسطينيين المعتقلين في غزة من الوصول إلى محام. وذكرت منظمة الدفاع عن الأطفال الدولية أن واحدًا من كل ثلاثة معتقلين أحداث يُحتجزون بموجب الاعتقال الإداري، الذي وصفته بأنه "أداة قاسية" لأنه يمكن إضافة "تهم سرية" إلى قضيتهم دون علم محاميهم.

##### شروط الاحتجاز
ذكرت اللجنة الدولية للصليب الأحمر أنها "تشعر بقلق عميق" إزاء عدم قدرتها على تقييم معاملة المعتقلين وظروفهم، وأفادت بأن المعتقلين غير قادرين على الوصول إلى مستشار قانوني أو الاتصال بأقاربهم. أشارت منظمة عدالة إلى "شهادة تشير إلى أن ظروف الاحتجاز في مراكز الاحتجاز سيئة للغاية". 
في 23 أكتوبر/تشرين الأول، قدّمت جمعية الحقوق المدنية في إسرائيل ‏ التماسًا إلى المحكمة العليا الإسرائيلية، مطالبةً بإلغاء التوجيه الذي يسمح للسلطات الإسرائيلية باحتجاز "المعتقلين الأمنيين والجنائيين في ظروف مكتظة داخل السجن أثناء حالة الطوارئ". وفي 29 أكتوبر/تشرين الأول، أفادت جمعية الحقوق المدنية في إسرائيل برفض المحكمة العليا للالتماس. وقضت المحكمة بأنه بالنظر إلى الإطار القانوني للتعديل، بما في ذلك طبيعته المؤقتة وآليات التوازن التي ينشئها، وخاصة في ظل الظروف الوطنية الاستثنائية، لم تكن هناك أسباب للتدخل القضائي.
في حديثها للجنة الدولية للصليب الأحمر، زعمت هيئة شؤون الأسرى أن الأسرى والمعتقلين يتعرضون لحظر الخروج، ومصادرة ممتلكاتهم، وتقليص الطعام، والتعذيب والضرب، والحرمان من الرعاية الطبية من قبل السلطات الإسرائيلية. في 19 يناير/كانون الثاني 2024، صرّح أجيث سونغهاي، مسؤول حقوق الإنسان في الأمم المتحدة، قائلاً: "هناك تقارير عن رجال أُطلق سراحهم لاحقًا، ولكنهم يرتدون حفاضات فقط دون أي ملابس مناسبة في هذا الطقس البارد". وفي 25 يناير/كانون الثاني، صرّح وزير شؤون الأسرى والمحررين بأن سجن النقب "جحيم لا يُطاق"، حيث يُحرم السجناء من الطعام والماء والكهرباء والعلاج الطبي. وأفادت وزارة شؤون المعتقلين في 6 فبراير/شباط أن المعتقلين لم يحصلوا على بطانيات أو ملابس دافئة حتى مع انخفاض درجات الحرارة في الشتاء. وأفادت منظمة أطباء لحقوق الإنسان في إسرائيل عن حالات رفض فيها الأطباء الإسرائيليون علاج السجناء الفلسطينيين المعتقلين من غزة. وأفادت وزارة شؤون الأسرى والمحررين أن الظروف في مركز احتجاز عتصيون كانت قاسية، بما في ذلك عدم كفاية الغذاء والرعاية الطبية.
في مايو 2024، أعلن نادي الأسير الفلسطيني أن الأمراض الجلدية المعدية، بما في ذلك الجرب ، تنتشر بين السجناء الفلسطينيين في السجون الإسرائيلية. في يونيو 2024، صرح وزير الأمن القومي إيتامار بن جفير بأن تخفيضات الطعام المقدمة للسجناء الفلسطينيين كانت "إجراءً رادعًا".

##### التقارير الإخبارية واتهامات المعتقلين

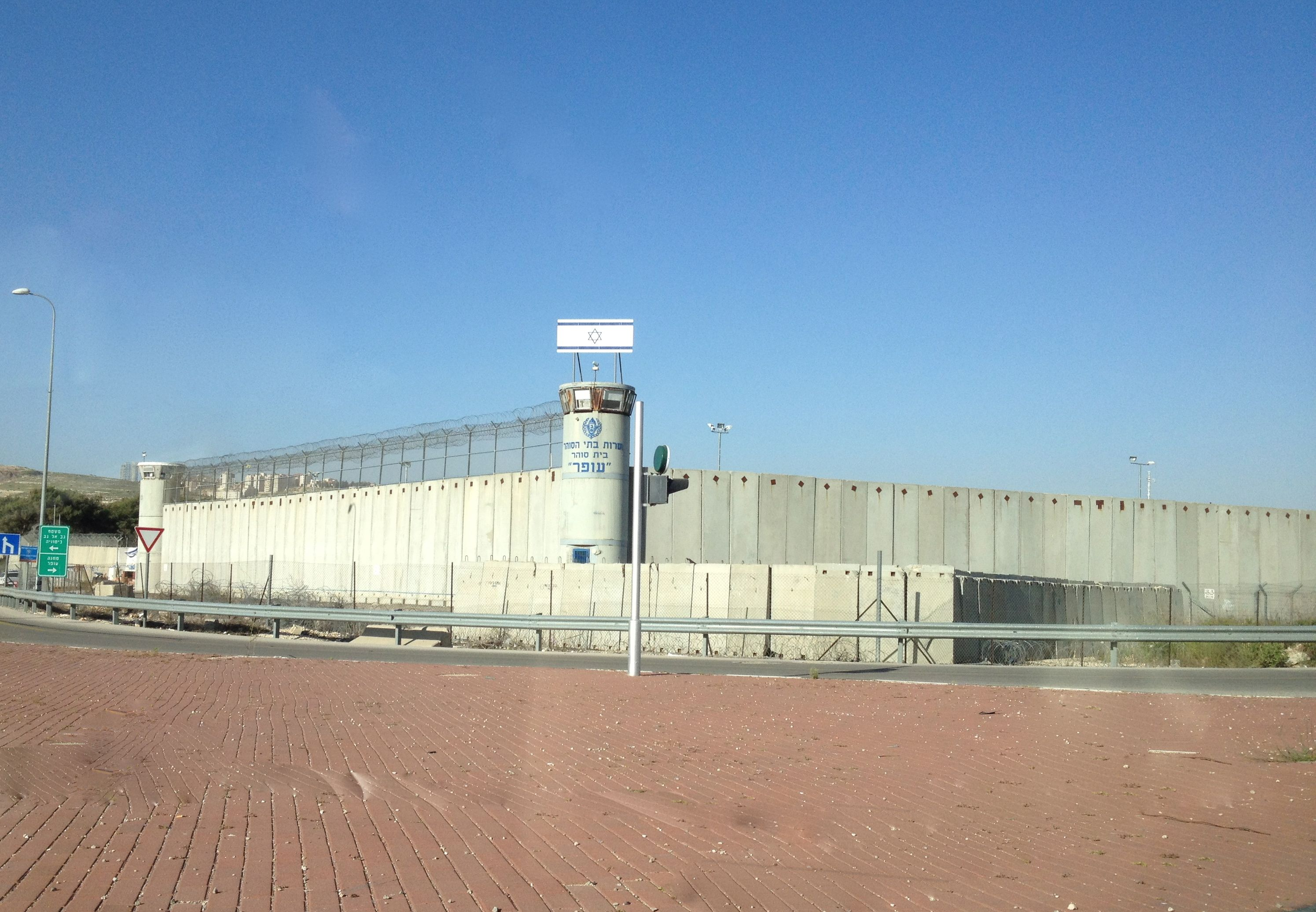
سجن عوفر ، حيث يحتجز به عدد غير معروف من المعتقلين.

أوردت قناة إن بي سي نيوز وصحيفة تايمز أوف إسرائيل عدة مقاطع فيديو تصور جنوداً إسرائيليين (على ما يبدو من جيش الاحتلال الإسرائيلي ) "يعتدون على معتقلين فلسطينيين مقيدين ومعصوبي الأعين"؛  وأصدر جيش الاحتلال الإسرائيلي سلسلة من البيانات رداً على ذلك، حيث أدان الإساءة ووصفها بأنها "مؤسفة" وذكر أن الحادث قيد التحقيق.  ويظهر أحد الفيديوهات جنوداً يركلون رجلاً مقيداً، ويسبونه لفظياً باللغتين العربية والعبرية، ويبصقون عليه؛ في حين يظهر فيديو آخر جنوداً إسرائيليين وهم يعاملون المعتقلين الفلسطينيين العراة جزئياً وكلياً بوحشية.  اعتبارًا من 1 نوفمبر، تم فصل جندي واحد من الخدمة الاحتياطية نتيجة لذلك.
صرح معتقلون فلسطينيون بأنهم "تعرضوا لانتهاكات وضرب شديد" أثناء الاحتجاز الإسرائيلي، بما في ذلك أثناء نقلهم إلى المحكمة أو غرف حضور الجلسات عن بعد.  بحسب وكالة رويترز، أفاد المعتقلون أنهم تعرضوا للتهديد بالاغتصاب من قبل الحراس. نشرت صحيفة هآرتس تقارير عن مزاعم بـ"معاملة غير إنسانية" للسجناء والمحتجزين في سجن مجيدو، بما في ذلك "عدة حالات من العنف الشديد والإساءة على يد حراس السجن، بما في ذلك ركل الحراس وضربهم وضرب خصيتيهم وإذلالهم". وأكد موقع سنوبس أن العمال الغزيين المعتقلين أُجبروا على ارتداء بطاقات هوية بلاستيكية حول معصميهم وكاحليهم.
في بيان مكتوب حصلت عليه الجزيرة ، قال أحد المعتقلين الذين ألقي القبض عليهم في الثامن من أكتوبر/تشرين الأول لمنظمة هموكيد إنه "احتُجز في قفص بلا سقف، تحت الشمس، وبدون طعام أو ماء أو إمكانية الوصول إلى المرحاض لمدة ثلاثة أيام".  وتحدث معتقل آخر، وهو عامل نظافة في الستينيات من عمره، إلى صحيفة الإندبندنت بشرط عدم الكشف عن هويته، واصفًا المعاملة "المهينة"، بما في ذلك تعصيب عينيه وربط يديه وقدميه، بينما وصفت السلطات الإسرائيلية المعتقلين بأنهم "حماس" و"إرهابيون". وصف الضرب ورفض السلطات توفير الأدوية والغذاء والمياه للمعتقلين، بما في ذلك كبار السن والمصابين بمرض السكري. 
في مايو/أيار 2024، ذكرت شبكة سي إن أن أن المبلغين الإسرائيليين أبلغوا عن ظروف احتجاز الفلسطينيين في قاعدة عسكرية محولة في صحراء النقب، إلى جانب صور السجناء. وفي تقريرهم، ذكر المبلغون عن المخالفات أن الرجال أجبروا على الجلوس في وضع مستقيم ولم يُسمح لهم بالحركة أو الحديث، وأُمر الحراس باختيار السجناء "المشكلين" ومعاقبتهم. كما زعموا أن المعسكر تم تقسيمه إلى قسمين، مخازن تحتوي على حوالي 70 سجينًا يتم وضعهم تحت قيود بدنية شديدة ومستشفى ميداني حيث يتم ربط السجناء الجرحى إلى أسرتهم وإجبارهم على ارتداء الحفاضات وإطعامهم من خلال القش.
وصف نوح بسيسو، وهو سجين يبلغ من العمر 17 عاماً وأفرج عنه في إطار صفقة تبادل الأسرى في نوفمبر/تشرين الثاني، "التحول المظلم" في ظروف الاحتجاز بعد السابع من أكتوبر/تشرين الأول.  صرح بسيسو لصحيفة واشنطن بوست أن الحصص الغذائية قد تم تخفيضها: "كان الطعام في بعض الأحيان لا يزيد عن الخبز، وليس الكثير منه"، بينما كان يتم "قطع المياه في بعض الأحيان بالكامل".  انتشرت صور قبل وبعد ذلك التي نشرتها جمعية السجناء الفلسطينيين على نطاق واسع، حيث أظهرت فقدان رجل يبلغ من العمر 30 عامًا بعد إطلاق سراحه للوزن.
أفاد أحد المفرج عنهم من حي الشجاعية في مدينة غزة بتعرضهم للضرب، حيث ذكر أن جندية إسرائيلية كانت تضرب رجلاً يبلغ من العمر 72 عاماً.  وذكر آخر أن الجنود أجبروا المعتقلين على النباح مثل الكلاب. وذكر رجل آخر يبلغ من العمر عشرين عامًا تم اعتقاله في الضفة الغربية أنه تم تعصيب عينيه وضربه وحرقه بسجائره ومعاملته "مثل الحيوان". ووصف ثلاثة أشقاء معتقلين من قطاع غزة معاملة مماثلة في سجن إسرائيل، حيث قالوا إنهم تعرضوا للضرب، وتم تجريدهم من ملابسهم الداخلية، وحرقهم بالسجائر. صرح أحد المفرج عنهم قائلاً: "لقد تركوا الكلاب تتبول علينا، ورموا علينا الرمال. وهددونا بإطلاق النار علينا." ووصف آخرون التعذيب الجسدي والنفسي. وأفاد خمسة رجال بتعرضهم للتعذيب على مدى عشر ساعات، بما في ذلك الضرب والغمر في الماء البارد. وذكر أحد الرجال أن السجناء الفلسطينيين يتعرضون "للتعذيب بلا هوادة". وذكر أن المعتقلين كانوا يعانون من الجوع لمدة ثلاثة أيام.
ذكر رجل يبلغ من العمر 70 عامًا أنه أُجبر على الركوع لساعات وتعرض للضرب من قبل جنود إسرائيليين عندما أخبرهم أنه لا يعرف شيئًا عن الأنفاق. في فبراير/شباط 2024، صرّح طبيب بأنه "احتُجز من داخل المستشفى، وبقيت في السجن الإسرائيلي 45 يومًا تحت التعذيب الشديد والتجويع. لم أرتكب أي جريمة. سلاحي هو قلمي ودفتر ملاحظاتي وسماعة الطبيب. لم أغادر المستشفى، بل كنت أعالج الأطفال في الداخل". وفي أبريل/نيسان 2024، صرّح رجل احتُجز لمدة ستة أشهر قائلاً: "كمية الطعام التي كنا نحصل عليها في السجن لم تكن كافية. كانت كافية بالكاد لمنعنا من الموت".

### الوفيات أثناء الاحتجاز
ذكرت صحيفة جلوب آند ميل خبر وفاة اثنين من المعتقلين الفلسطينيين، عرفات حمدان وعمر دراغمة.  وفي حالة حمدان، وهو رسام منازل يبلغ من العمر 25 عاماً ويعاني من مرض السكري وأمراض القلب، ورد أن جنوداً إسرائيليين دخلوا منزله ووضعوا غطاء على رأسه واقتادوه بعيداً. وبحسب ما ورد توفي حمدان بعد 48 ساعة، وذلك لعدم تلقيه الدواء اللازم.  
في 19 ديسمبر/كانون الأول، أفادت صحيفة هآرتس أن مئات الفلسطينيين المعتقلين من غزة محتجزون في قاعدة سدي تيمان بالقرب من بئر السبع ، في جنوب إسرائيل، وأن عدداً منهم قد ماتوا. ومن بين المعتقلين أطفال وكبار السن. ذكرت صحيفة هآرتس أن المعتقلين ظلوا معصوبي الأعين ومقيدي الأيدي طوال معظم اليوم. وفي حديثه لوكالة فرانس برس، وصف متحدث باسم جيش الاحتلال الإسرائيلي المعتقلين المتوفين بأنهم "إرهابيون"، دون مزيد من التفاصيل، وصرح بأن وفاتهم "قيد التحقيق".  ولم يقدم الجيش الإسرائيلي أي معلومات بشأن عدد الوفيات أو ظروفها.  في 2 يناير/كانون الثاني، أعلنت قوات الاحتلال الإسرائيلية عن وفاة عبد الرحمن البحش البالغ من العمر 23 عامًا والذي كان مسجونًا منذ مايو/أيار 2023.
أفادت التقارير في أبريل/نيسان 2024 أن ما لا يقل عن ثمانية سجناء فلسطينيين لقوا حتفهم في السجون الإسرائيلية منذ هجوم 7 أكتوبر/تشرين الأول، حيث رفضت السجون تسليم جثث القتلى. في مايو 2024، توفي عدنان البرش، رئيس قسم جراحة العظام في مستشفى الشفاء ، في أحد سجون الاحتلال الإسرائيلي بعد أربعة أشهر من الاعتقال.  وذكرت جمعيتان فلسطينيتان معنيتان بشؤون الأسرى أن ما لا يقل عن ثمانية عشر أسيراً فلسطينياً لقوا حتفهم في السجون الإسرائيلية منذ بداية الحرب.  توصل تحقيق داخلي إلى أن جنوداً إسرائيليين اعتدوا بالضرب على اثنين من المعتقلين الفلسطينيين في معسكر اعتقال سدي تيمان حتى الموت. في يونيو 2024، ذكرت منظمة عدالة أن الأوامر العسكرية تُستخدم "لاحتجاز جثث المواطنين الفلسطينيين لأغراض سياسية". توفي إياد الرنتيسي، رئيس قسم النساء في مستشفى كمال عدوان، أثناء استجوابه من قبل جهاز الأمن العام (الشاباك) بعد ستة أيام من اعتقاله.  وفي أغسطس/آب 2024، أعلنت هيئة شؤون الأسرى والمحررين الفلسطينية أن وفاء جرار توفيت متأثرة بإصابات خطيرة أصيبت بها أثناء احتجازها في أحد السجون الإسرائيلية.

#### وفاة عمر دراغمة
في 23 أكتوبر/تشرين الأول 2023، توفي عمر دراغمة، وهو مسؤول في حركة حماس في أواخر الخمسينيات من عمره، من مدينة طوباس في شمال الضفة الغربية، أثناء احتجازه في سجن مجدو الإسرائيلي.  وقد تم اعتقاله من قبل القوات الإسرائيلية مع ابنه في الضفة الغربية في 9 أكتوبر. ووصفت حماس وفاة دراغمة أثناء احتجازه بأنها عملية اغتيال واتهمت إدارة السجون بممارسة التعذيب.
قالت هيئة شؤون الأسرى والمحررين ونادي الأسير الفلسطيني في بيان مشترك إن دراغمة وُضع قيد الاعتقال الإداري- الاعتقال دون تهمة أو محاكمة - لمدة ستة أشهر، بناءً على أدلة موجودة في "ملف سري".  في جلسات المحكمة أمام محكمة عوفر العسكرية، قال دراغمة لمحاميه أشرف أبو سنينة إنه يتمتع بصحة جيدة. احتج مئات الفلسطينيين في طوباس رداً على أنباء وفاة دراغمة.

#### وفاة وليد أحمد
في إبريل/نيسان 2025، أُعلن عن وفاة الفتى وليد أحمد، وهو مراهق كان محتجزاً في سجن مجدو لمدة ستة أشهر، في الحجز الإسرائيلي، ليصبح أول قاصر يموت في الحجز الإسرائيلي. وتشير التقارير إلى أن أحمد اعتقل في الضفة الغربية بعد أن قام بإلقاء الحجارة على الجنود بعد هجمات 7 أكتوبر/تشرين الأول، وتم تقديمه إلى المحكمة عدة مرات دون تحديد موعد للمحاكمة أو السماح له بالاتصال بمحاميه. كان قد انهار في ساحة السجن في 23 مارس وضرب رأسه قبل أن يموت بعد فترة وجيزة وفقًا لروايات شهود عيان من زملائه السجناء، الذين أثاروا أيضًا مزاعم التقاعس من قبل سلطات السجن.
ذكرت عائلة أحمد أنه كان مراهقًا يتمتع بصحة جيدة قبل اعتقاله وأعربت عن مخاوفها من أنه أصيب بالزحار الأميبي بسبب تقارير من سجناء آخرين، وأنه عانى أيضًا من الجرب. نُشر لاحقًا أن تشريح جثة أحمد أثار أيضًا مخاوف بشأن الجوع والإهمال الطبي الشديد بسبب فقدان العضلات والدهون الشديد ووجود التهاب القولون والجرب.

## المعتقلين البارزين

### الفنانون والناشطون

#### عهد التميمي

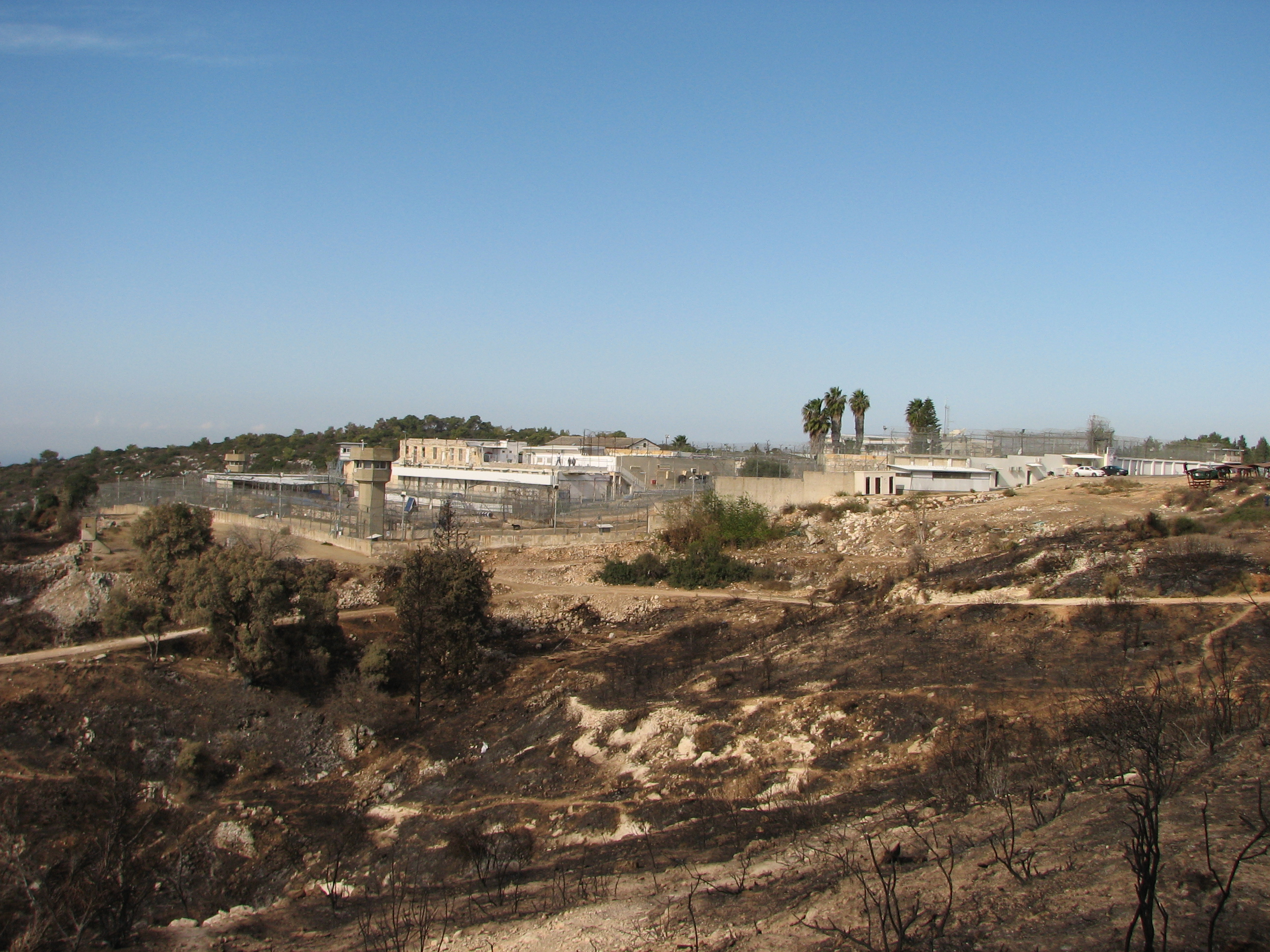
سجن الدامون ، حيث كانت عهد التميمي محتجزة.

في يوم 6 نوفمبر، ظهرت تقارير تفيد بأن السلطات الإسرائيلية اعتقلت الناشطة الفلسطينية البارزة عهد التميمي، خلال موجة من المداهمات والاعتقالات الليلية يومي 5 و6 نوفمبر، والتي تم خلالها اعتقال 70 فلسطينيًا. وبحسب المتحدث باسم جيش الاحتلال الإسرائيلي، تم اعتقال التميمي للاشتباه في "التحريض على العنف والدعوة إلى القيام بنشاط إرهابي". جاء الاعتقال بعد تقارير إعلامية إسرائيلية عن منشور على موقع إنستغرام يُزعم أنه يخصها، والذي دعا إلى مذبحة عنيفة للمستوطنين الإسرائيليين في الضفة الغربية، في إشارة إلى أدولف هتلر، على الرغم من أن عائلتها تنفي أنها مؤلفة المنشور، مشيرة إلى أن حسابها على إنستغرام قد تم اختراقه من قبل وأنها تُنتحل شخصيتها بشكل متكرر عبر الإنترنت.  وكانت القوات الإسرائيلية قد اعتقلت والدها قبل أسبوع، وهو محتجز في مكان غير معلوم. أكدت منظمة القلم الدولية، وهي منظمة غير حكومية تدافع عن حرية التعبير، أن التميمي محتجزة في سجن دامون، بالقرب من حيفا، ودعت إسرائيل إلى إطلاق سراحها على الفور. اعتبارًا من 27 نوفمبر/تشرين الثاني، كانت التميمي محتجزة بمعزل عن العالم الخارجي ودون تهمة أو محاكمة؛ واتخذت إسرائيل خطوات لنقلها إلى الاعتقال الإداري لأجل غير مسمى. لم تتمكن هي ومحاميها من مراجعة الأدلة المقدمة ضدها.  في 29 نوفمبر، تم إطلاق سراح التميمي بموجب وقف إطلاق النار المؤقت بين إسرائيل وحماس.

#### مصعب أبو توهة
مصعب أبو طه، الشاعر الفلسطيني الشهير، تم اعتقاله تحت تهديد السلاح أثناء محاولته إخلاء منزله مع عائلته. وأبلغ مسؤولون أميركيون أبو طه، الذي يحمل ابنه الجنسية الأميركية، بأنهم سوف يتمكنون من العبور إلى مصر عبر معبر رفح الحدودي. وبحسب ديانا بوتو، المحامية الفلسطينية الكندية التي تعمل مع عائلته، فقد تم استدعاء أبو طه من قبل السفارة الأمريكية.  نقلت بوتو رواية زوجة أبي طه، فقالت لمجلة تايم : "أُجبر على إنزال ابنه... أُجبروا جميعًا على المشي وأيديهم مرفوعة. رفع ذراعيه...[وأُخرج هو وحوالي 200 آخرين من هذا الصف واختُطفوا. ولم يسمعوا عنه شيئًا منذ ذلك الحين."  كان أبو طه مساهمًا في مجلة نيويوركر ، التي أفادت في 20 نوفمبر/تشرين الثاني أن مكانه مجهول. وأشار موقع Literary Hub إلى اعتقاله باعتباره اختطافًا من قبل جيش الاحتلال الإسرائيلي. في 21 نوفمبر، الديمقراطية الآن! وأفادت التقارير أن أبو طه تم إطلاق سراحه بعد نقله إلى سجن إسرائيلي في النقب وتعرضه للضرب، بحسب بيان صادر عن بوتو. وأصدرت قوات الاحتلال الإسرائيلية بيانا اعترفت فيه باعتقال مجموعة من الأشخاص، من بينهم أبو طه، للتحقيق معهم في أعقاب تقارير استخباراتية تشير إلى اشتباكات مع جماعات إرهابية. وأكد جيش الاحتلال الإسرائيلي أنه تم إطلاق سراح أبو طه بعد التحقيق معه. 